# Italia Turrita

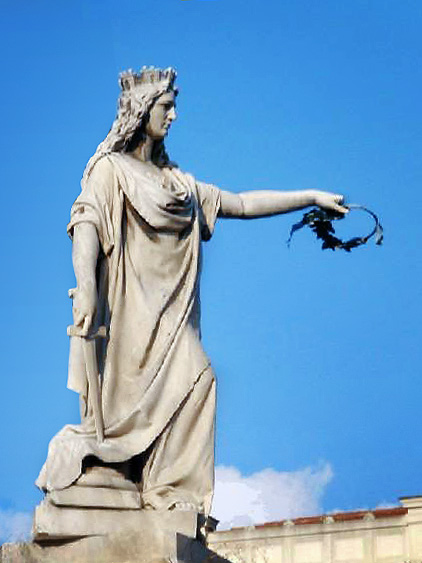
Monumento à Itália em Reggio Calabria, na Piazza Italia. Representando uma Itália Turrita.

Italia Turrita é a personificação nacional da Italia, na aparência de uma jovem mulher com uma coroa mural (daí o nome "turrita" ou "com torres" em italiano). Muitas vezes, é acompanhado pela "Stella d'Italia", da qual a chamada "Italia turrita e stellata", também carrega outros atributos adicionais sendo a mais comum a cornucópia. A "Italia Turrita" é uma mulher com características típicas do Mediterrâneo que apresenta um rosto sorridente, cabelos escuros e uma beleza elegante e idealizada.

## Stella d'Italia
Sobre sua cabeça é muitas vezes visto uma estrela radiante de cinco pontas brilhando. Este é um símbolo secular da Itália que supostamente protegia a nação, conhecido como "Stella d'Italia" (Estrela de Itália).